# Gaius Memmius Regulus
Gaius Memmius Regulus war ein römischer Politiker und Senator des 1. Jahrhunderts n. Chr.
Memmius Regulus, Sohn des Publius Memmius Regulus, Konsul des Jahres 31, begleitete seinen Vater als Legat in die griechischen Provinzen, einschließlich der Provinz Asia. In mehreren Inschriften, etwa in Athen, wird er wie sein Vater geehrt. Im Jahr 63 war er zusammen mit Lucius Verginius Rufus Konsul. Im Jahr 65 wurde er erneut Magister der Sodales Augustales Claudiales, eines Priesterkollegiums, das den vergöttlichten Kaisern Augustus und Claudius religiöse Ehren erwies.